# Pallamano basca
L'esku pilota in lingua basca, pallamano basca o pelota mano in lingua castigliana e main nue (mano nuda) in francese è una specialità sferistica di palla basca.

## Regolamento
I giocatori si esibiscono in uno sferisterio chiamato frontón dagli spagnoli : questa parola indica pure il muro frontale. Il campo regolamentare, o ''cancha'', per i professionisti è lungo 28,5 m (tipo tradizionale) o 36 metri (tipo moderno), e delimitato da un muro frontale e uno laterale dove gli atleti devono far rimbalzare la pelota, palla di legno ricoperta da strati di corda, filo di caucciù e di cuoio caprino, che pesa, per questa specialità, circa 95-102 g. I giocatori usano le mani nude o protette da appositi cerotti protettivi per lanciare energicamente la palla contro il muro al fine di spiazzare l'avversario o gli avversari. Attualmente, la partita è vinta da chi totalizza 18 punti nell'individuale e 22 nel doppio, oppure si gioca col sistema dei set, al meglio dei dieci punti per gioco e tre set.
La pelota a mano nuda è tenuta in alta considerazione dai puristi baschi, malgrado la relativa spettacolarità; è ritenuto il gioco "puro" per eccellenza.

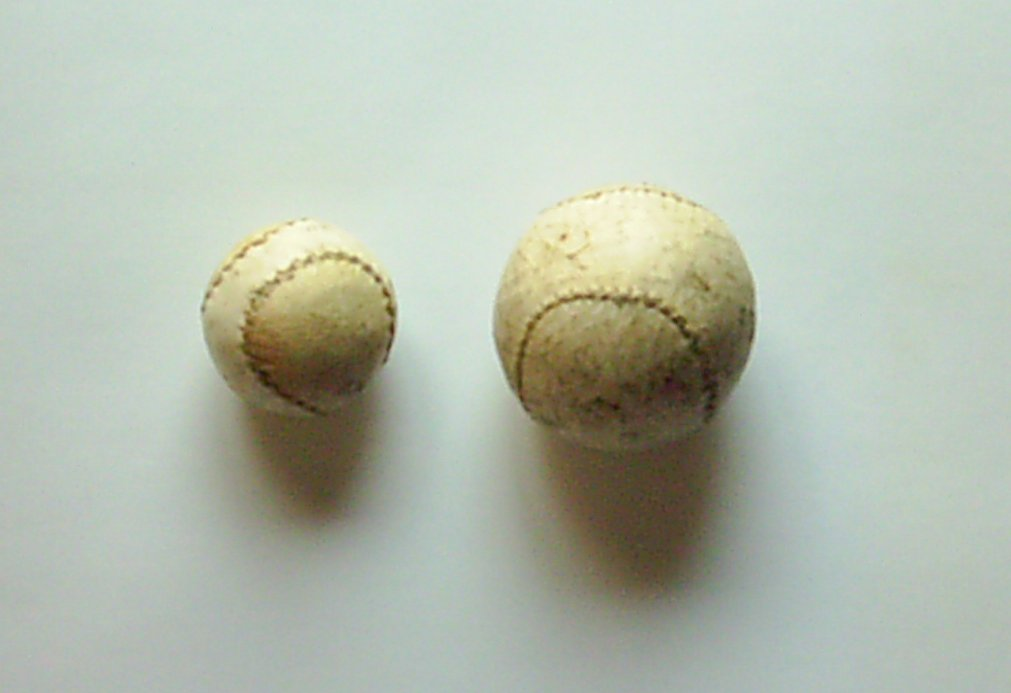
La palla di pallamano basca è a destra di chi guarda la foto e quella di palla valenciana è a sinistra

## I campioni
Tra i professionisti di sempre ricordiamo i seguenti campioni:
- Ignacio Artamendi
- Mariano Juaristi Mendizábal
- Julián Retegi
- Hilario Azkarate
- José María Palacios Ogueta
- Juan Ignacio Retegi
- Augusto Ibáñez Sacristán
- Rubén Beloki
- Patxi Eugui
- Mikel Unanue Calvo
- Miguel Capellán del Val
- Juan Martínez de Irujo
- Fernando Arretxe
- Aimar Olaizola Apezetxea
- Yves Salaberri